# Ford CD6
Ford CD6 — автомобильная платформа компании Ford, выпускающаяся с 6 мая 2019 года. Пришла на смену платформе Ford D3.

## Описание
Выпуск платформы Ford CD6 начался 6 мая 2019 года. На платформе выпускаются такие среднеразмерные SUV, как Ford Explorer и Lincoln Aviator.
Автомобили оснащаются следующими четырёх- и шестицилиндровыми двигателями: 2,3-литровым EcoBoost (I4), 3,0-литровым EcoBoost (V6) и 3,3-литровым Cyclone (V6). Двигатели сочетаются в паре с десятиступенчатой автоматической трансмиссией Ford 10R80.

## Модельный ряд
- Ford Explorer (шестое поколение) (2020 — настоящее время)[3][4]
- Lincoln Aviator (второе поколение) (2020 — настоящее время)